# Банджо

5-струнне банджо

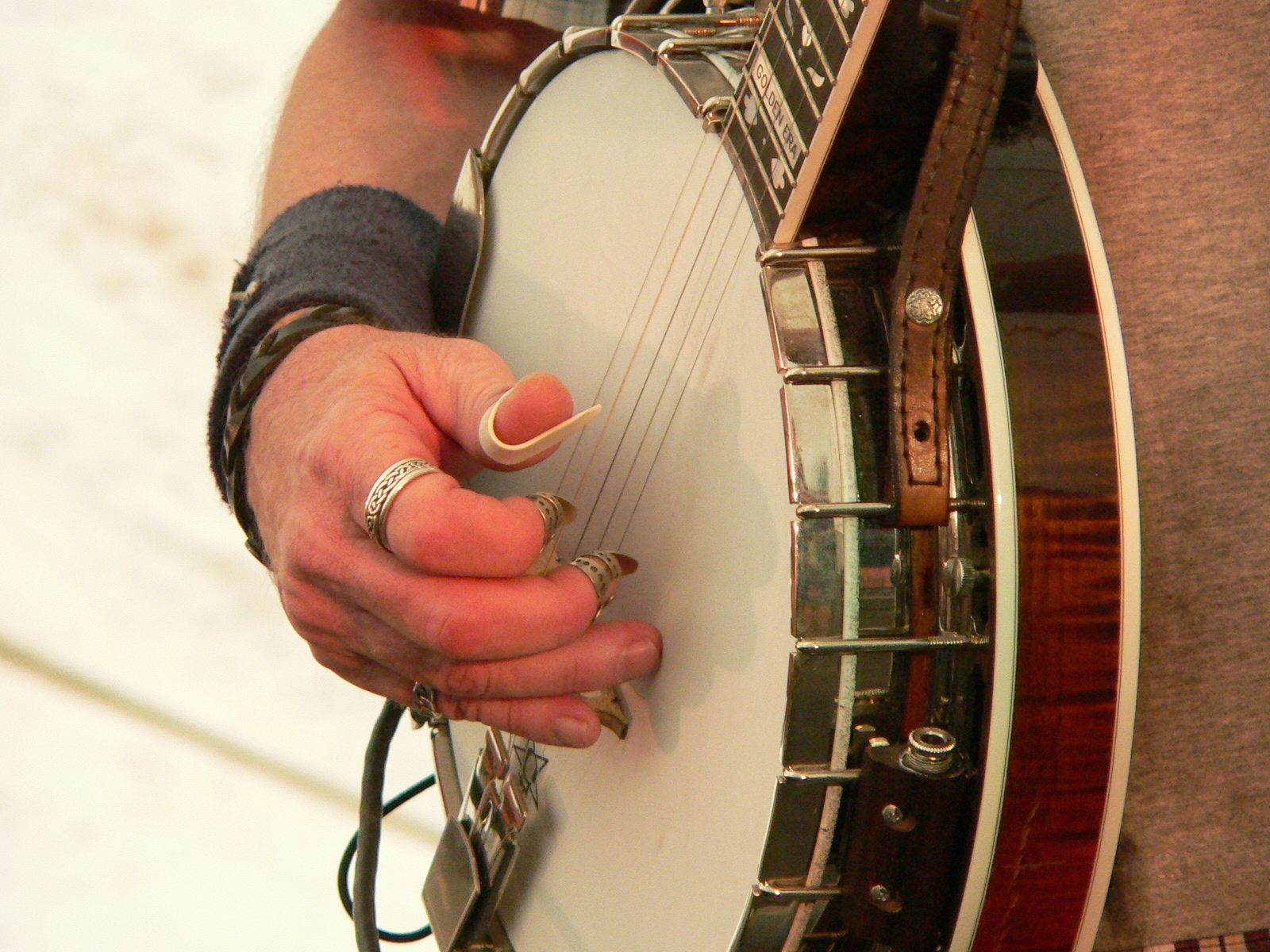
Дон Вейн Рено грає на 5-струнному банджо «штучними кігтями»

Ба́нджо (англ. banjo, алб. Banxho, нім. Bandscho, дан., нід. і швед. Bandzjo, ісп. Banyo) — струнний щипковий інструмент схожий до гітари або лютні. Має корпус, схожий на бубон зі шкіряною мембраною, 4–9 струн. Різкий, гострий звук видобувають за допомогою медіатора. Використовується у джазі для акомпанементу чи ритмічного супроводу. Традиційно банджо робили з дерева, тепер — з металу.
Банджо — родич загальновідомої європейської мандоліни, прямий нащадок африканської лютні. Але між мандоліною і банджо є різка відмінність в звуці — банджо має звук дзвінкіший і різкіший. У деяких країнах Африки банджо вважається священним інструментом, торкатися до якого можуть тільки вищі жерці або правителі.
Мембрана надає банджо чистоту і силу звуку, які дозволяють йому виділятися серед інших інструментів. Тому воно отримало місце в джазових групах Нового Орлеана, де виконувало одночасно ритмічний і гармонійний акомпанемент. Його чотири струни налагоджено як у скрипки (соль-ре-ля-мі) або як у альта (до-соль-ре-ля).
У народній американській музиці найчастіше використовується п'ятиструнне банджо. П'ята струна зафіксована на колковій коробці на самому грифові. На цьому банджо виконують акорди правою рукою за допомогою плектра (у тому числі великим пальцем для басів). Таке банджо фігурує в групах традиційної американської музики разом з скрипкою, плоскою мандоліною та гітарою.

## Розповсюджені варіанти банджо
- Чотирьохструнні тенор-банджо. Зазвичай наладнані як альт C3-G3-D4-A4, чи як скрипка G2-D3-A3-E4. Відомий стрій під назвою Чикаго (англ. Chicago tuning): E2–A2–D3–G3.
- П'ятиструнні з простим мажорним строєм і п'ятою короткою струною. Стрій: G4-D3-G3-B3-D4. Це, власне, і є класичне банджо. Раніше ладнали ще й у такий спосіб: G4-C3-G3-B3-D4. Також зустрічаються строї: G4-D3-G3-C4-D4 (так званий стрій «sawmill»), F#4-D3-F#3-A3-D4 (стрій відкритого акорду ре), A4-D3-A3-D4-E4 (подвійний ре) та A4-E3-A3-C#4-E4 (стрій відкритого акорду ля).
- Шестиструнні з однією короткою струною. Стрій: G4-G3-D3-G4-B4-D4
- Шестиструнні, коли всі струни рівні. Мають стрій гітари: E2–A2–D3–G3–B3–E4.
- Семиструнні з однією короткою струною. Стрій: G4-G3-C3-D3-G4-B4-D4. Менш розповсюджені сьогодні.[1]

Також відомі восьмиструнні (чотири-по-дві струни) банджоліни зі строєм мандоліни та банджолеле — гібрид банджо та укулеле.